# Epipactis helleborine orbicularis
L'elleborina a foglie distanti (Epipactis helleborine subsp. orbicularis ((K.Richt.) E.Klein, 1997) è una piccola pianta erbacea perenne dai delicati fiori, appartenente alla famiglia delle Orchidacee.

## Etimologia
Il termine Epipactis si trova per la prima volta negli scritti di Dioscoride Pedanio (Anazarbe in Cilicia, 40 circa - 90 circa) che fu un medico, botanico e farmacista greco antico che esercitò a Roma ai tempi dell'imperatore Nerone. L'origine di questo termine è sicuramente greca, ma l'etimologia esatta ci rimane oscura (qualche testo lo traduce con “crescere sopra”). Sembra comunque che in origine sia stato usato per alcune specie del genere Helleborus. In tempi moderni il nome del genere fu creato dal botanico e anatomista germanico Johann Gottfried Zinn (1727 – 1759), membro tra l'altro dell'Accademia delle Scienze di Berlino, in una pubblicazione specifica sul genere Epipactis nel 1757.
L'epiteto specifico (helleborine) deriva da una certa rassomiglianza con le foglie di alcuni “Ellebori” (Elleboro bianco – Veratrum album).
Il nome comune (Elleborina a foglie distanti) deriva dal fatto che questa pianta avendo poche foglie sono tutte piuttosto distanti una dall'altra.
In lingua tedesca questa pianta si chiama Entferntblättrige Sumpfwurz; in francese si chiama Épipactis à feuilles distantes.

## Descrizione

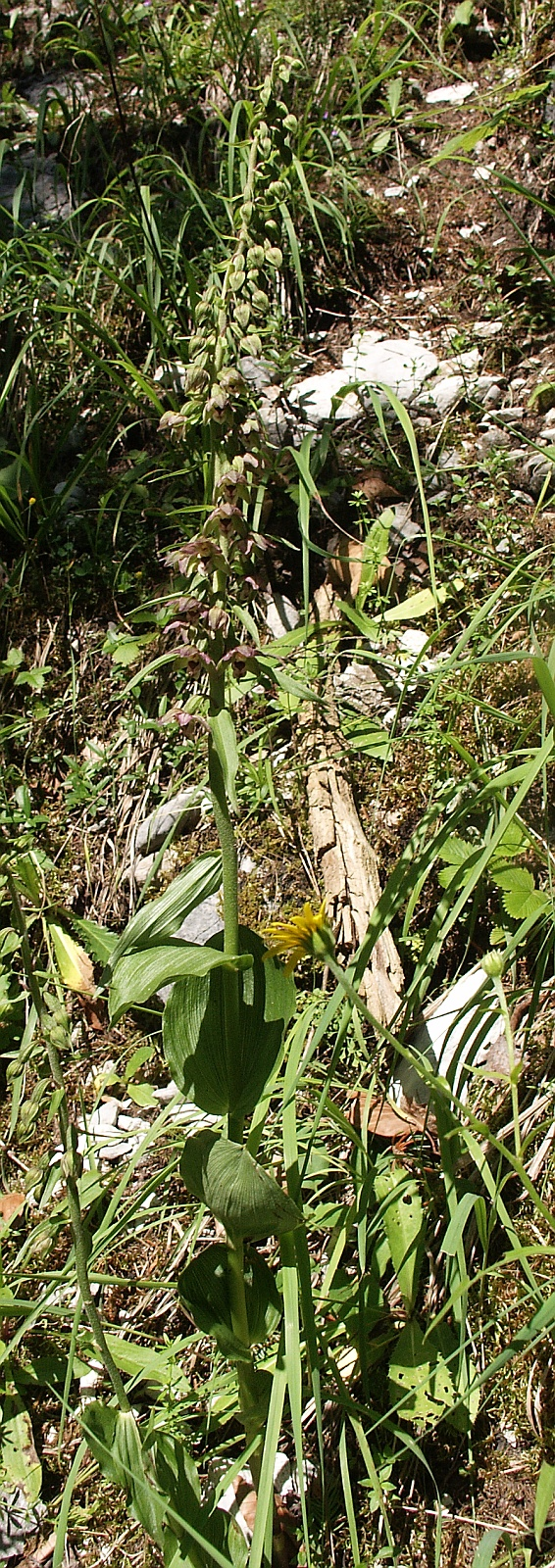
Il portamento

È una pianta erbacea perenne alta normalmente da 15 a 60 cm. La forma biologica di questa orchidea è geofita rizomatosa (G rizh), ossia è una piante con un particolare fusto sotterraneo, detto rizoma, che ogni anno si rigenera con nuove radici e fusti avventizi. Queste piante, contrariamente ad altri generi delle orchidee, non sono “epifite”, ossia non vivono a spese di altri vegetali di maggiori proporzioni (hanno cioè un proprio rizoma).

### Radici
Le radici sono secondarie da rizoma a consistenza carnosa.

### Fusto
- Parte ipogea: la parte sotterranea consiste in un breve rizoma non stolonifero.
- Parte epigea: la parte aerea è eretta e semplice: il fusto è a sezione cilindrica e di consistenza robusta. La superficie è densamente pubescente nella parte superiore; tutto il fusto è colorato di grigio-verde con sfumature violacee nella parte inferiore. A volte la pianta si presenta con diversi fusti ravvicinati.

### Foglie
Le foglie (da 3 a 6 per ogni individuo; quindi sono distanziate una dall'altra) a disposizione spiralata lungo il fusto, sono patenti, intere a forma ellittico-ovata non molto lunghe e con apice acuto; sono sessili, amplessicauli e carenate centralmente. La consistenza è tale per cui si presentano un po' rigide. Diverse evidenti nervature percorrono longitudinalmente le foglie (son quasi scanalate); il margine è ondulato. Quelle superiori sono progressivamente più ristrette.

### Infiorescenza

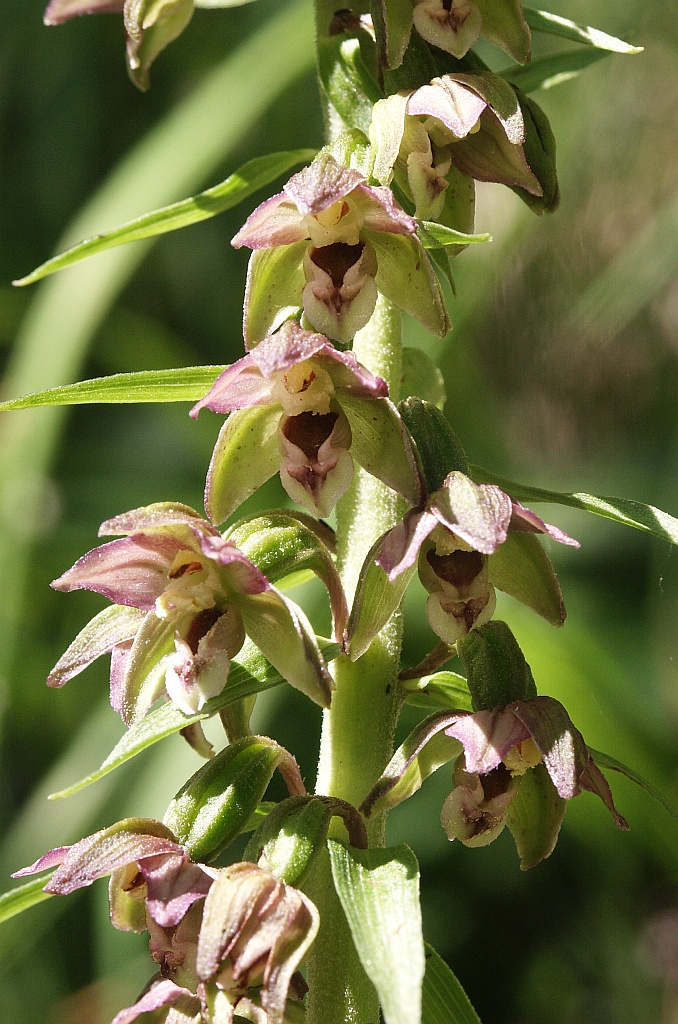
Infiorescenza

L'infiorescenza è un racemo terminale e lineare con numerosi fiori penduli (o orizzontali) e pedicellati; la disposizione è leggermente unilaterale. Alla base del pedicello sono presenti delle brattee erbacee a forma lanceolata. Queste brattee sono di tipo fogliaceo e quelle più basse sono molto simili alle foglie superiori, mentre quelle superiori sono progressivamente più piccole. I fiori sono resupinati, ruotati sottosopra tramite torsione del pedicello (e non dell'ovario come nel genere Cephalanthera)

### Fiore

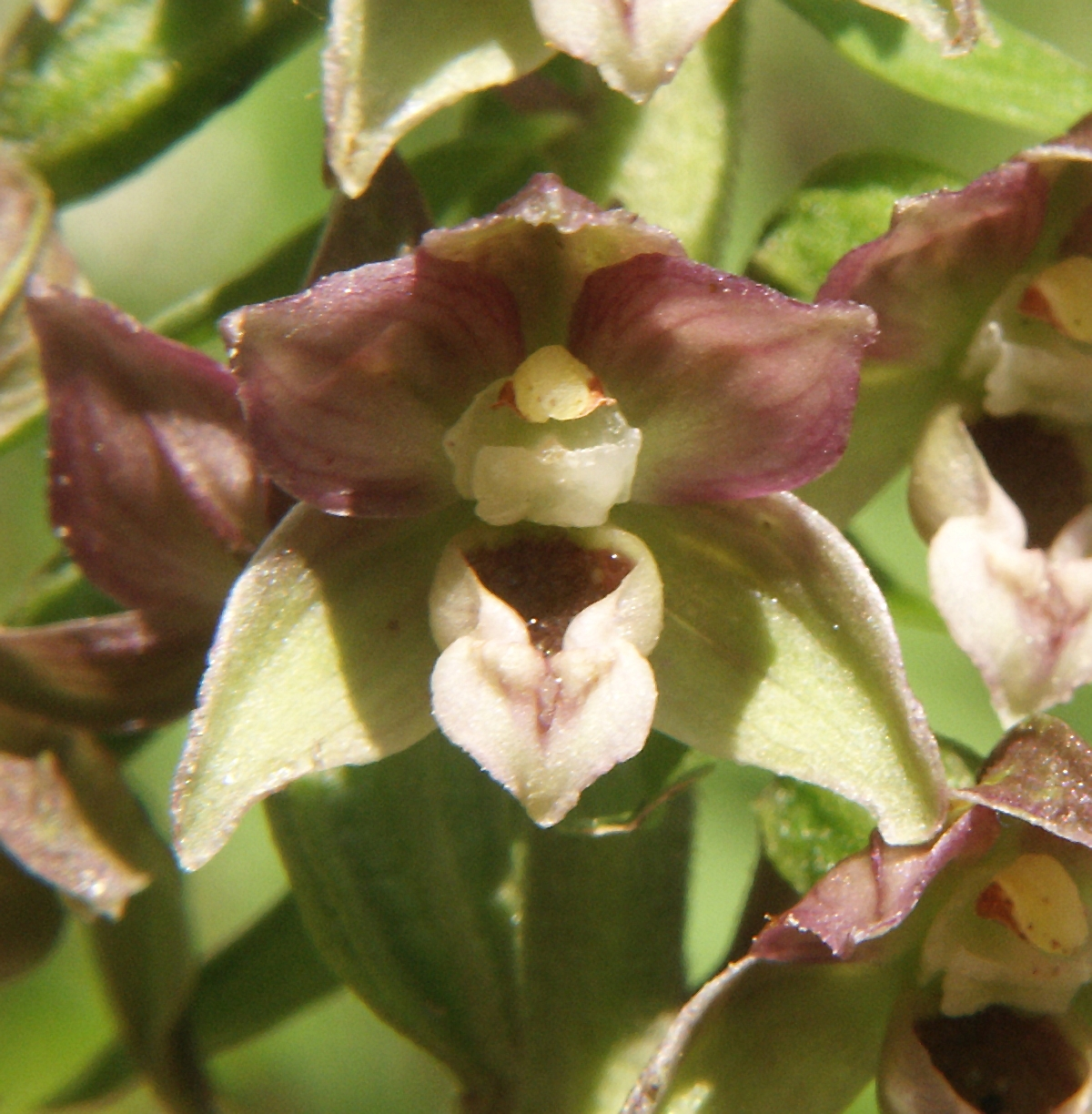
Il fiore

I fiori sono ermafroditi ed irregolarmente zigomorfi, pentaciclici (perigonio a 2 verticilli di tepali, 2 verticilli di stami, 1 verticillo dello stilo). I fiori all'esterno sono colorati di verde pallido (tutte le varie parti del fiore hanno dei colori lievemente più pallidi rispetto alla specie nominale). Dimensione del fiore: 14 – 16 mm.
- Formula fiorale: per queste piante viene indicata la seguente formula fiorale:

P 3+3, [A 1, G (3)]
- Perigonio: il perigonio è composto da 2 verticilli con 3 tepali ciascuno (3 interni e 3 esterni) di forma più o meno lanceolata, liberi e patenti; il primo verticillo (esterno) ha 3 tepali di tipo sepaloide (simili ai sepali di un calice); hanno l'apice acuto e sono violacei all'interno e verdastri all'esterno; nel secondo verticillo (interno) il tepalo centrale (chiamato “labello”) è notevolmente diverso rispetto agli altri due laterali che si presentano più ottusi e con una colorazione della parte interna più decisa dei tre tepali esterni.
- Labello: il labello è diviso in due sezioni; la porzione posteriore del labello (basale, chiamata ipochilo) è concava e stretta, mentre quella anteriore (apicale, chiamata epichilo) è più allargata e incurvata verso il basso. La colorazione del labello è porporino molto chiaro quasi bianco; solo la parte interna dell'ipochilo è più scura. Nel mezzo tra l'ipochilo e l'epichilo è presente una strozzatura che comunque collega rigidamente le due parti. Il labello è inoltre privo di callosità evidenti e non è speronato come in altri generi e l'ipochilo è nattarifero.

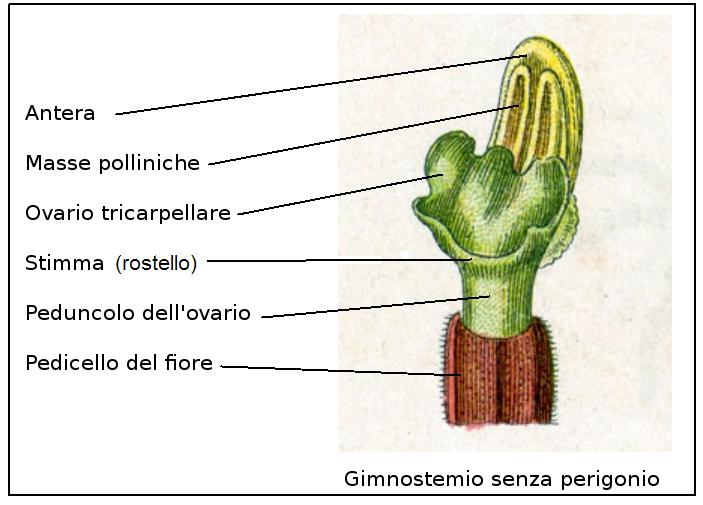
Descrizione del gimnostemio

- Ginostemio: lo stame con la rispettiva antera biloculare è concresciuto con lo stilo e forma una specie di organo colonnare chiamato ginostemio[4]. Il colore di questo organo è fondamentalmente giallastro. L'ovario è infero, piriforme-globoso (2 volte più lungo che largo) ed è formato da tre carpelli fusi insieme, sorretto da un peduncolo incurvato. Il polline è più o meno incoerente ed è conglutinato in due masse cerose polliniche bilobe (una per ogni loculo dell'antera); queste masse sono prive di “caudicole” (filamento di aggancio all'antera).
- Fioritura: da giugno a luglio.

### Frutti
Il frutto è una capsula obovoide (o esagonale) a più coste contenente moltissimi, minuti semi. Anche le capsule, come i fiori, sono orizzontali o pendule.

## Riproduzione
La riproduzione in queste orchidee avviene tramite l'impollinazione: sono piante nettarifere, quindi abbiamo una impollinazione entomofila (vespe, api e ditteri).

## Distribuzione e habitat
- Geoelemento: il tipo corologico (area di origine) è Orofita – Sud Ovest Europeo.
- Distribuzione: in Italia questa pianta, considerata rara, è diffusa nelle Alpi (endemica alpica) e circoscritta quasi unicamente nella provincia di Cuneo[5]. In altre aree alpine si trova nelle Alpi francesi, e nel Vallese e nel Grigioni (Svizzera). Sugli altri rilievi europei è presente nel Massiccio del Giura, nel Massiccio Centrale e Pirenei.
- Habitat: l'habitat tipico per queste piante sono le schiarite e strade forestali, i margini dei boschi e le zone a pinete e gineprai. Il substrato preferito è calcareo con pH basico e bassi valori nutrizionali del terreno che deve essere secco.
- Distribuzione altudinale: sui rilievi queste piante si possono trovare nei i seguenti piani vegetazionali: montano e subalpino.

### Fitosociologia
Dal punto di vista fitosociologico la sottospecie E. helleborine orbicularis appartiene alla seguente comunità vegetale:
Formazione: delle comunità delle macro- e megaforbie terrestri
Classe: Trifolio-Geranietea sanguinei
Ordine: Origanetalia vulgaris
Alleanza: Trifolion medii

## Tassonomia
Le Orchidaceae è una delle famiglie più vaste della divisione tassonomica delle Angiosperme; comprende 788 generi e più di 18500 specie. Il genere Epipactis comprende circa 70 specie diffuse in Europa, in Asia e in America, delle quali circa una decina sono spontanee della flora italiana.
Il Sistema Cronquist assegna la famiglia delle Orchidacee all'ordine Orchidales mentre la moderna classificazione APG la colloca nel nuovo ordine delle Asparagales. Sempre in base alla classificazione APG sono cambiati anche i livelli superiori (vedi tabella all'inizio).
Il genere Epipactis, insieme al genere Cephalanthera, appartiene (secondo la suddivisione più in uso tra i botanici) alla sottofamiglia delle Epidendroideae caratterizzata dall'avere lo stame (l'unico fertile) ripiegato sopra il ginostemio e il labello composto da due pezzi distinti: ipochilo e epichilo; e al livello inferiore alla tribù delle Neottieae, una delle quattro tribù nelle quali si usa suddividere le orchidee (relativamente alle specie spontanee del territorio italiano).
La sottospecie di questa voce appartiene alla specie Epipactis helleborine (L.) Crantz, (1769). Quest'ultima specie è a capo di un “gruppo polimorfo” la cui variabilità si manifesta soprattutto nella forma delle foglie e nei colori dei fiori. In effetti diverse entità di questa specie (E. helleborine) che inizialmente erano considerate sottospecie ora sono state elevate al rango di specie autonome.

### Sinonimi
La sottospecie E. helleborine orbicularis ha avuto nel tempo diverse nomenclature. L'elenco che segue indica alcuni tra i sinonimi più frequenti:
- Epipactis orbicularis K.Richt. (1887) (basionimo)
- Epipactis latifolia subsp. orbicularis (K.Richt.) K.Richt. (1890)
- Helleborine orbicularis (K.Richt.) Druce (1908)
- Amesia orbicularis (K.Richt.) A.Nelson & J.F.Macbr. (1913)
- Epipactis distans Arv.-Touv. (1873)[5]

### Specie simili
In genere tutte le Epipactis sono abbastanza simili nella forma del fiore. Qui ricordiamo alcune specie (tralasciando le varie sottospecie) quali: 
- Epipactis muelleri Godfery – Eleborina di Mueller: i fiori sono in prevalenza verdastri.
- Epipactis microphylla (Ehrh.) Swartz. - Elleborina minore: è una specie con poche e piccole foglie.
- Epipactis atrorubens (Hoffm.) Besser - Elleborina violacea: i fiori sono bruno-rosei.
- Epipactis palustris (L.) Crantz – Elleborina palustre: i fiori sono bruno-purpureo tendente al biancastro.

## Altre notizie
In alcune aree è una pianta protetta quindi ne è vietata la raccolta.